# Museo Tyrrell
El Museo Real Tyrrel (en inglés: Royal Tyrrell Museum), conocido todavía hoy en día principalmente por su nombre de origen: Museo Tyrrell, es un museo de historia natural especializado en paleontología. Está ubicado en el Parque Provincial de Midland a 6 kilómetros del pueblo de Drumheller en la provincia de Alberta, en Canadá. El museo se encuentra a 135 km de Calgary y es mundialmente conocido por sus abundantes y excepcionales colecciones de fósiles y esqueletos de dinosaurios, y sus laboratorios e instalaciones de investigación patológica.

## Historia
El museo fue inaugurado como «Museo Tyrrell de Paleontología» (Tyrrell Museum 1985–1990) en 1985, en honor de Joseph Burr Tyrrell (1858-1957). En reconocimiento a su importancia, la reina Isabel II le dio el estatus de «real» en 1990, pasando desde entonces a llamarse oficialmente «Museo Real Tyrrell» (Royal Tyrrell Museum).
La misión del Museo Tyrrell consiste en conservar, proteger, presentar e interpretar la historia paleontológica, en especial de la gran herencia fósil de Alberta. 
El museo depende del Ministerio de Cultura y del apoyo comunitario. Bruce Naylor fue el director del museo de 1992 hasta su muerte en abril de 2007. Bajo su dirección, se estableció un ambicioso programa de renovación, ampliando en 1900 m² y culminado con la nueva galería y espacio de exhibición, en 2006-2007.
Una serie de espectaculares galerías cronológicas exhiben las maravillas de 3.900 millones de años de la vida sobre la Tierra. Entre ellas cientos de fósiles de dinosaurios; una gran colección de fósiles de esquistos de Burgess; un modelo a tamaño real de un arrecife del periodo Devónico; y un jardín viviente del Cretácico con más de 600 especies de plantas.
El museo exhibe al dinosaurio mejor conservado del mundo, un fósil de Borealopelta encontrado en 2021 en las Arenas de alquitrán de Athabasca.
Una ventana al laboratorio de preparación permite a los visitantes observar a los técnicos preparando cuidadosamente los fósiles para la investigación y exhibición. Como ofertas adicionales hay visitas guiadas y autoguiadas a las tierras baldías, una sala de prácticas de ciencia, excavación simulada de fósiles, identificación de fósiles, programas escolares, campamentos de verano tanto para niños como para familias, y otros muchos programas. En su primer año de apertura el museo atrajo a 600.000 visitantes. Actualmente, una media de más de trescientas mil personas visitan el museo anualmente.

## Galería

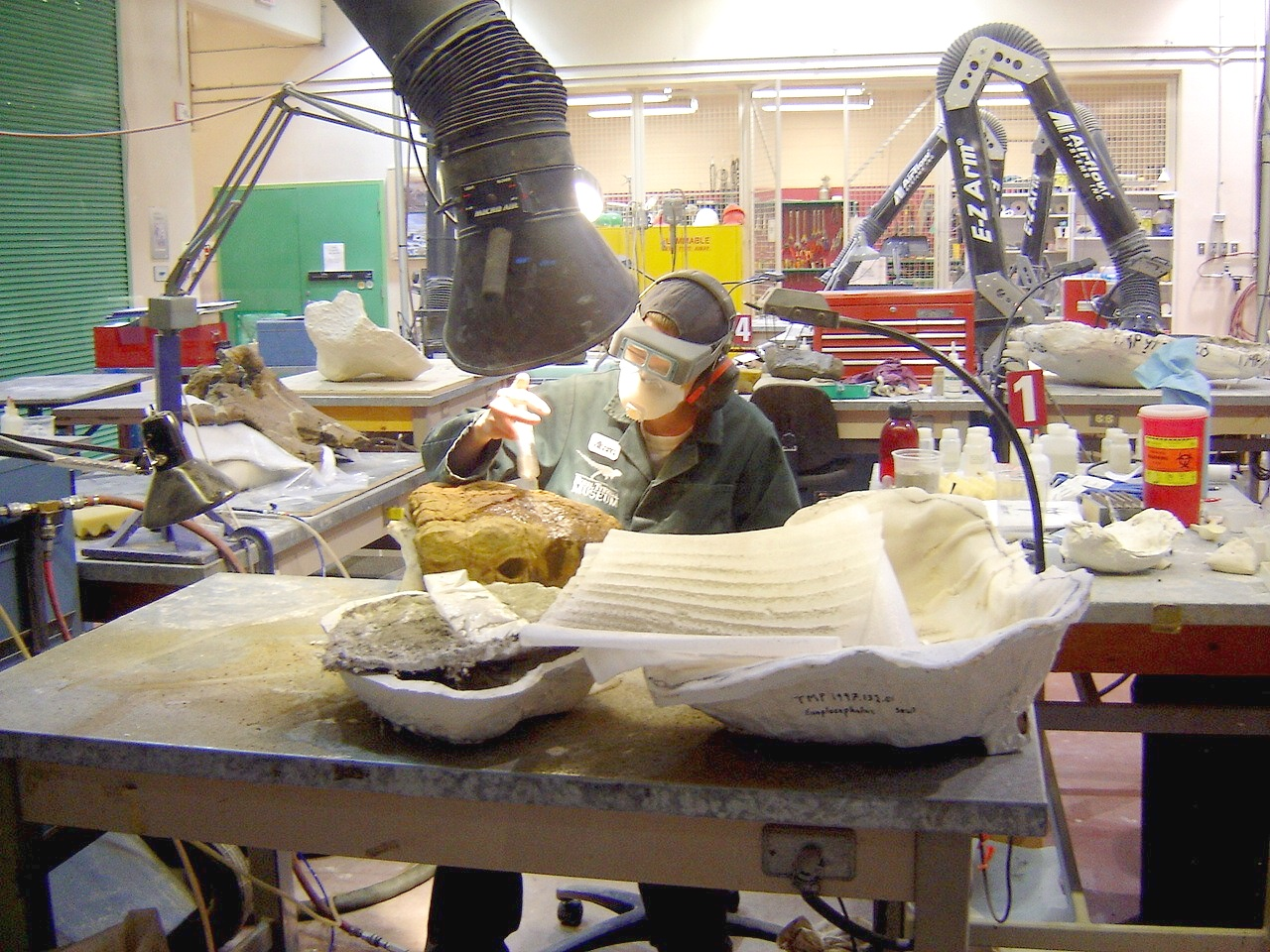
Limpieza y preparación de un fósil en el Museo Real Tyrrell, Alberta, Canadá.
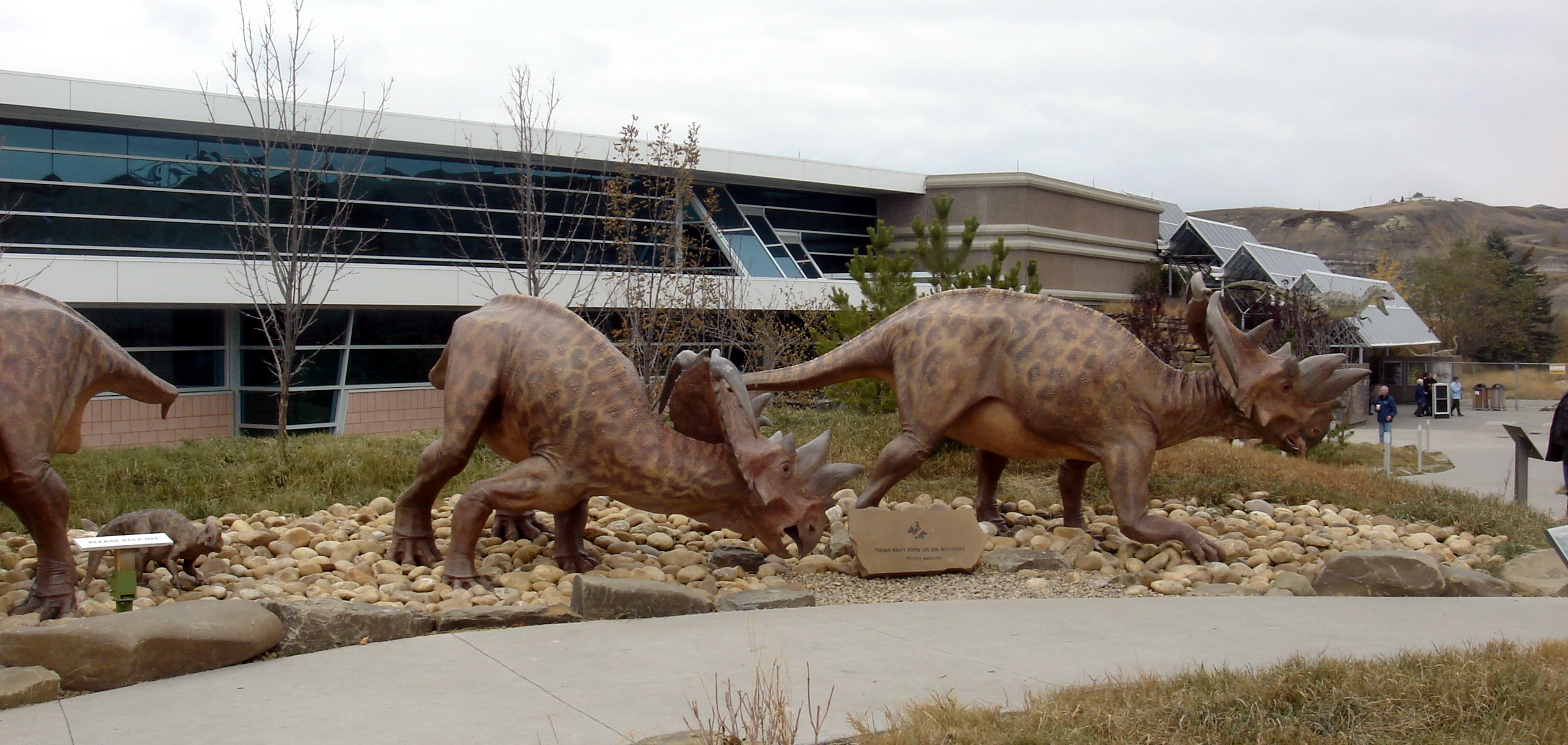
Varios Pachyrhinosaurus lacustai
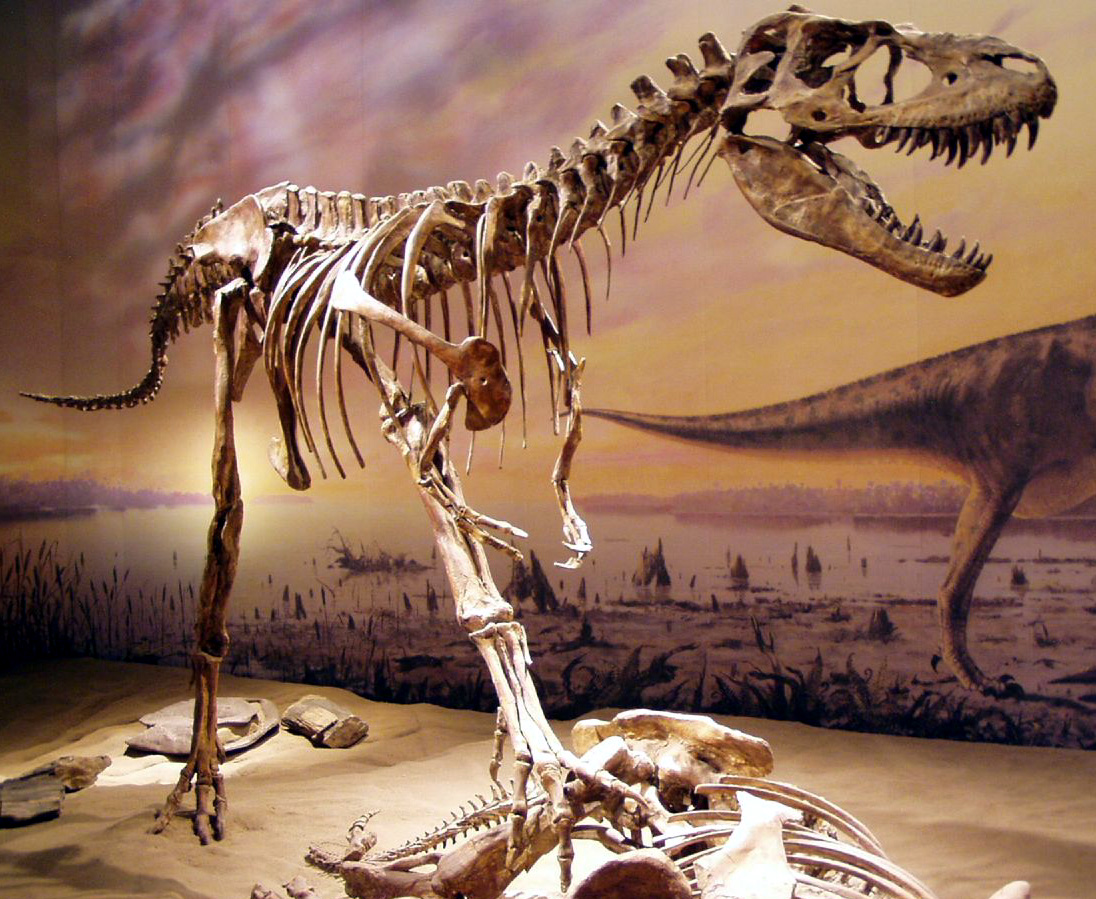
Exhibición se un Gorgosaurus
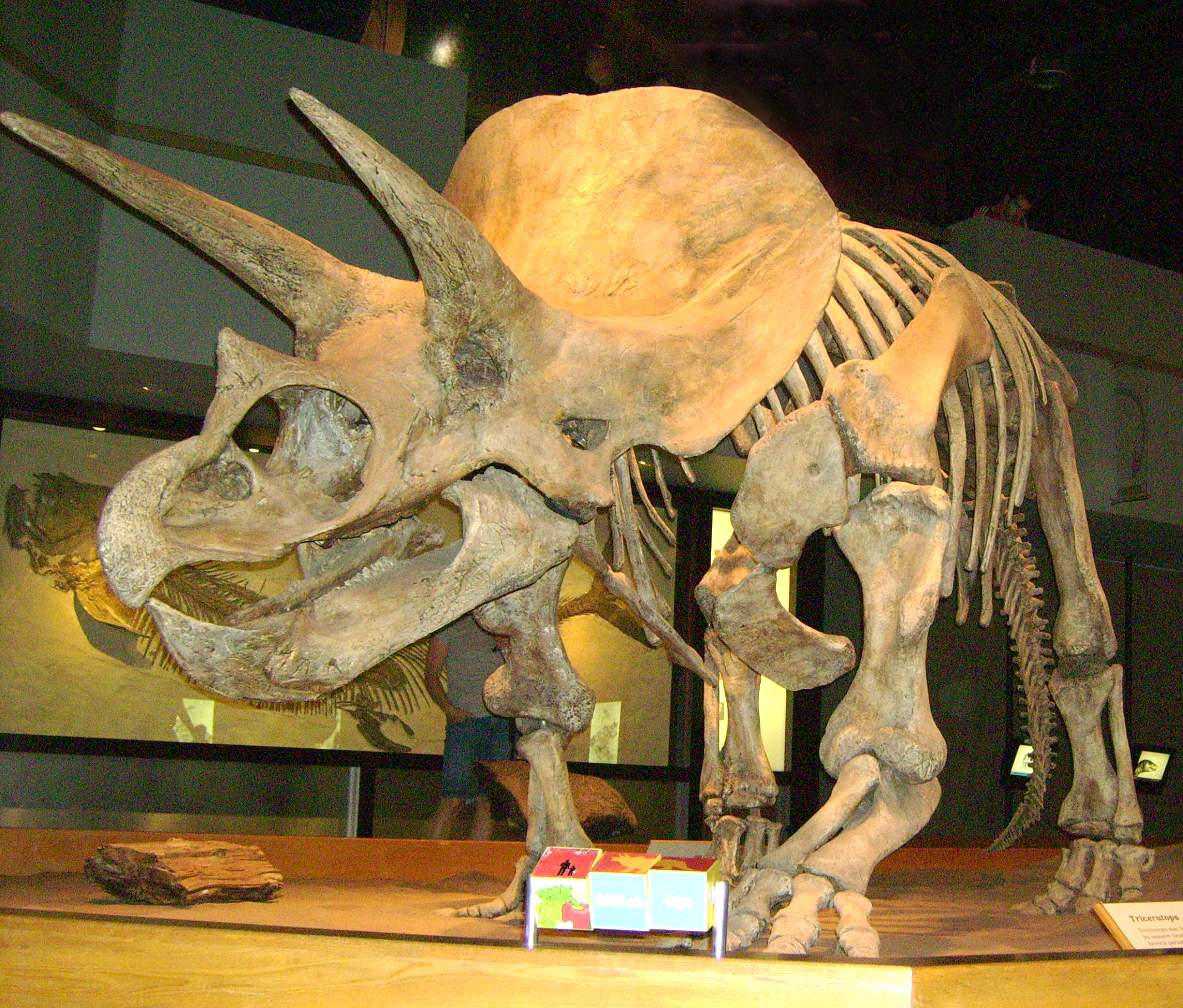
Triceratops
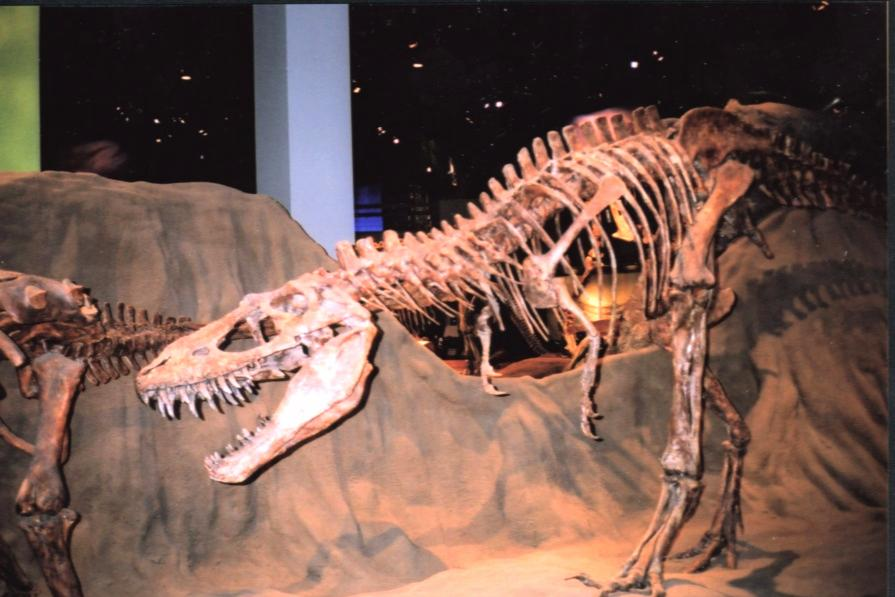
Un Albertosaurus y un Euoplocephalus
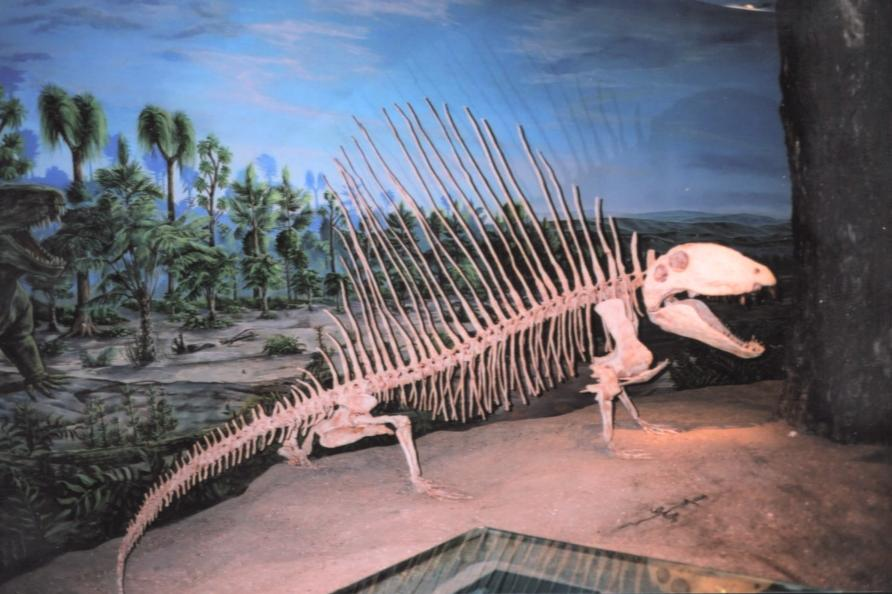
Dimetrodon
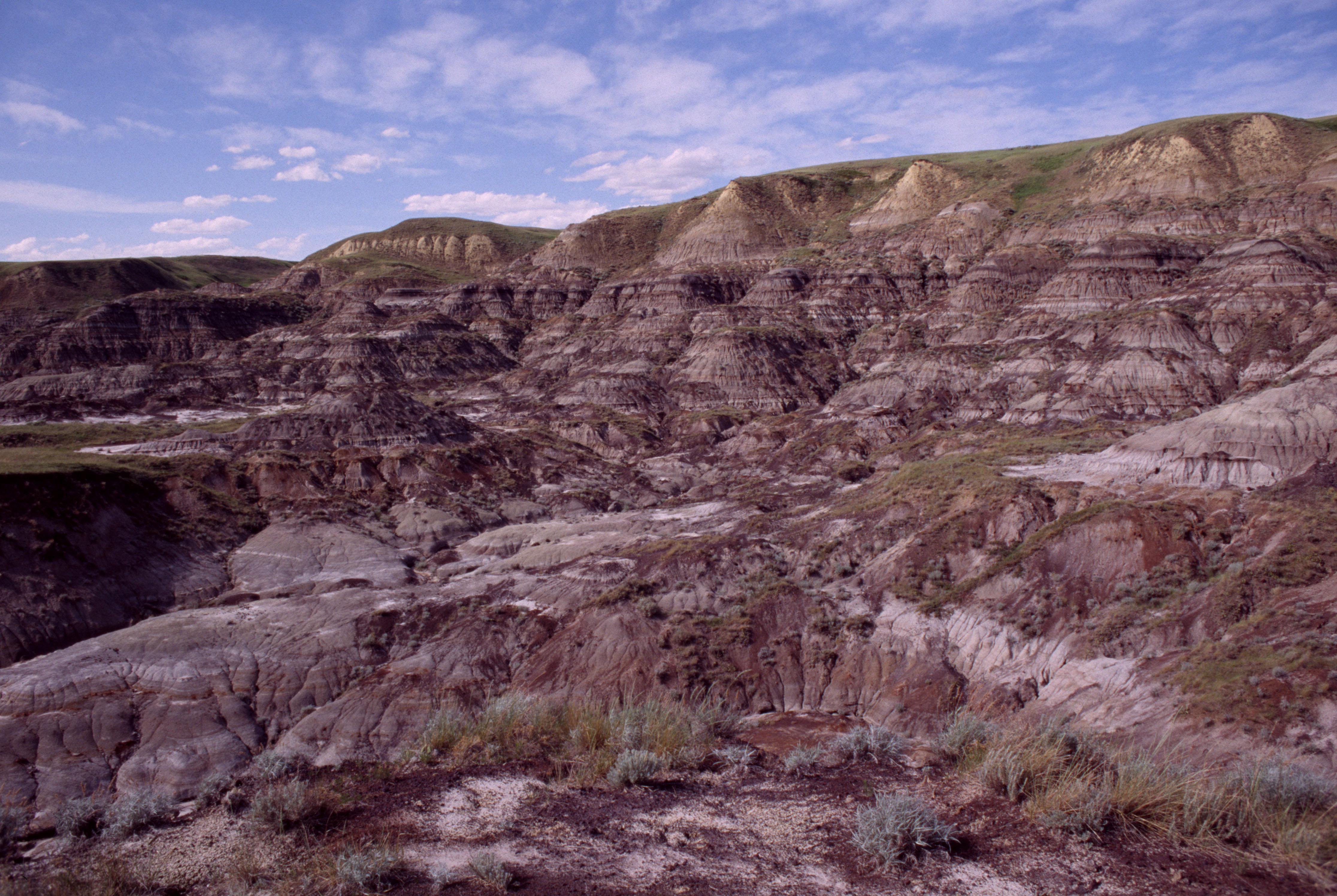
Colinas
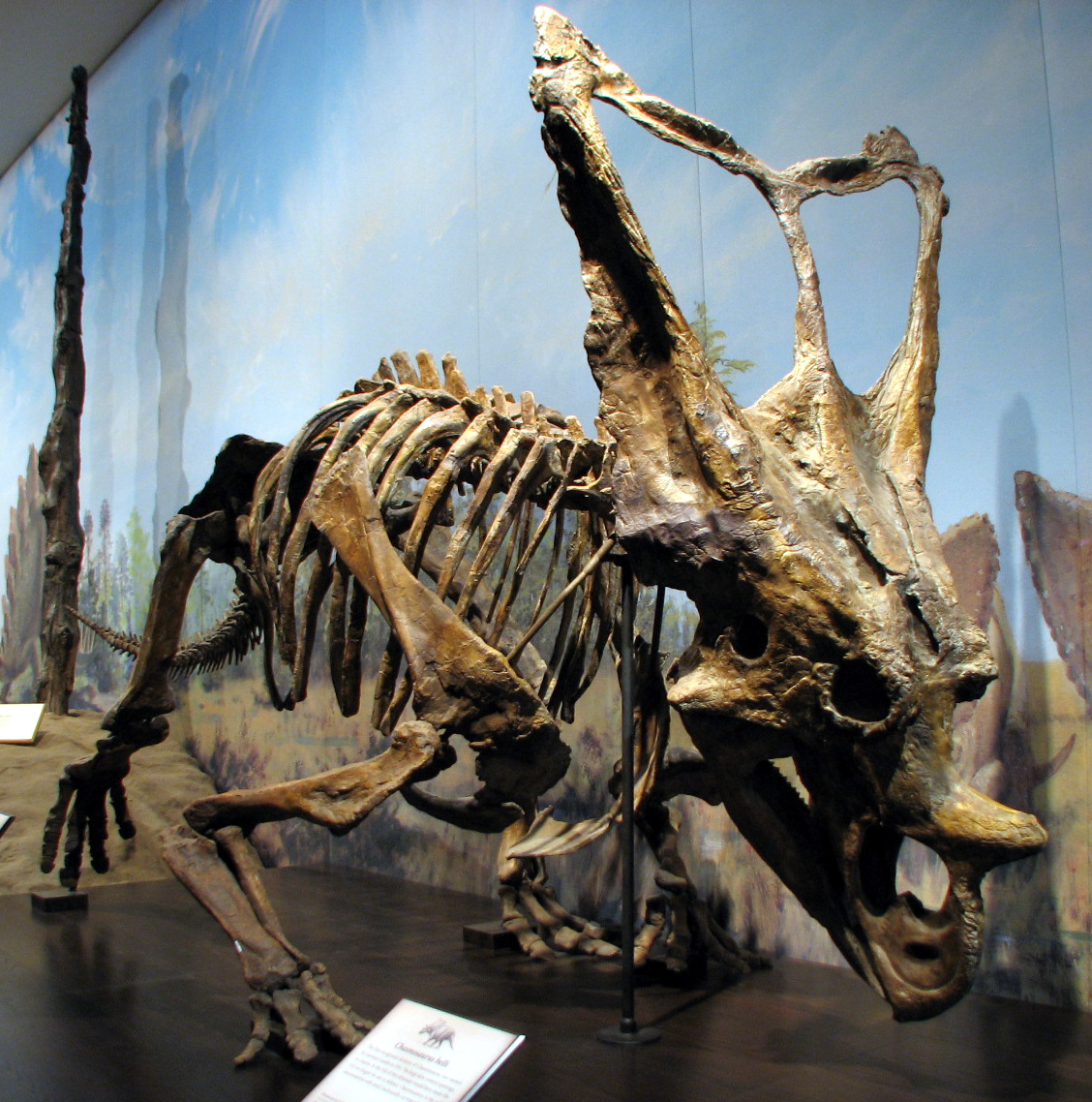
Chasmosaurus belli
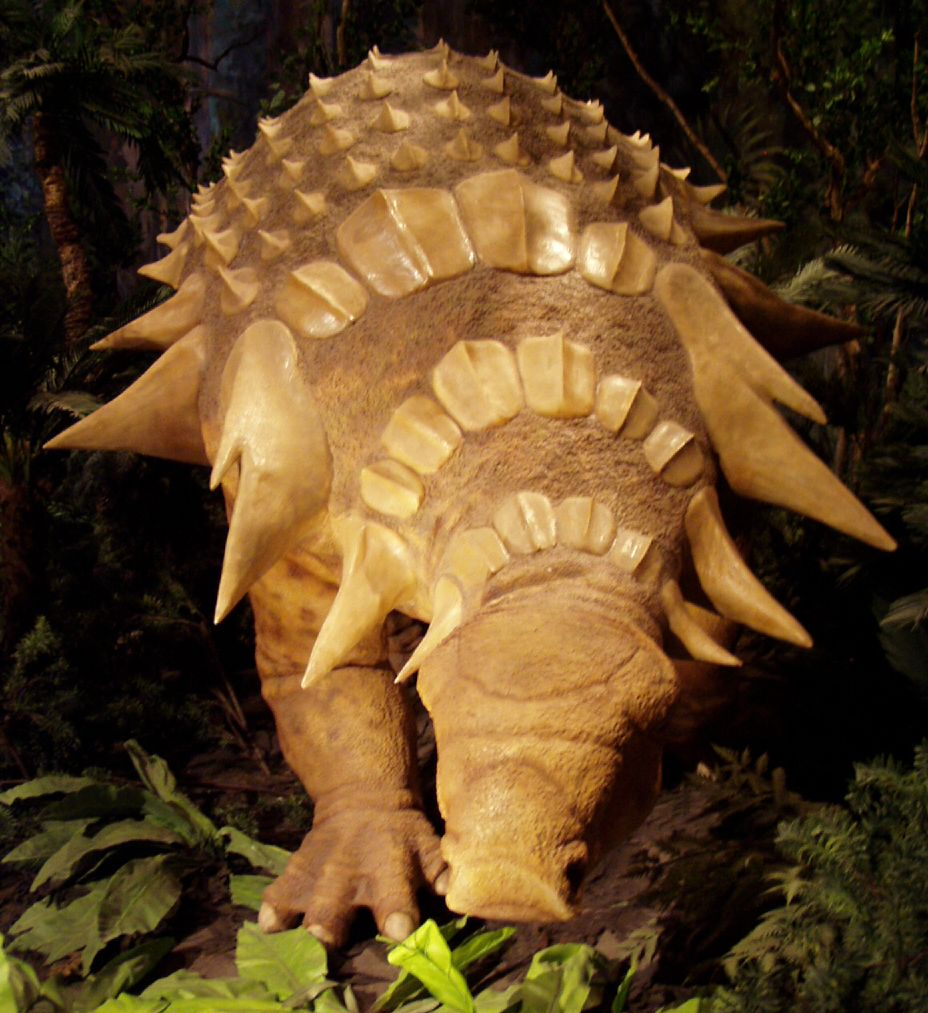
Edmontonia
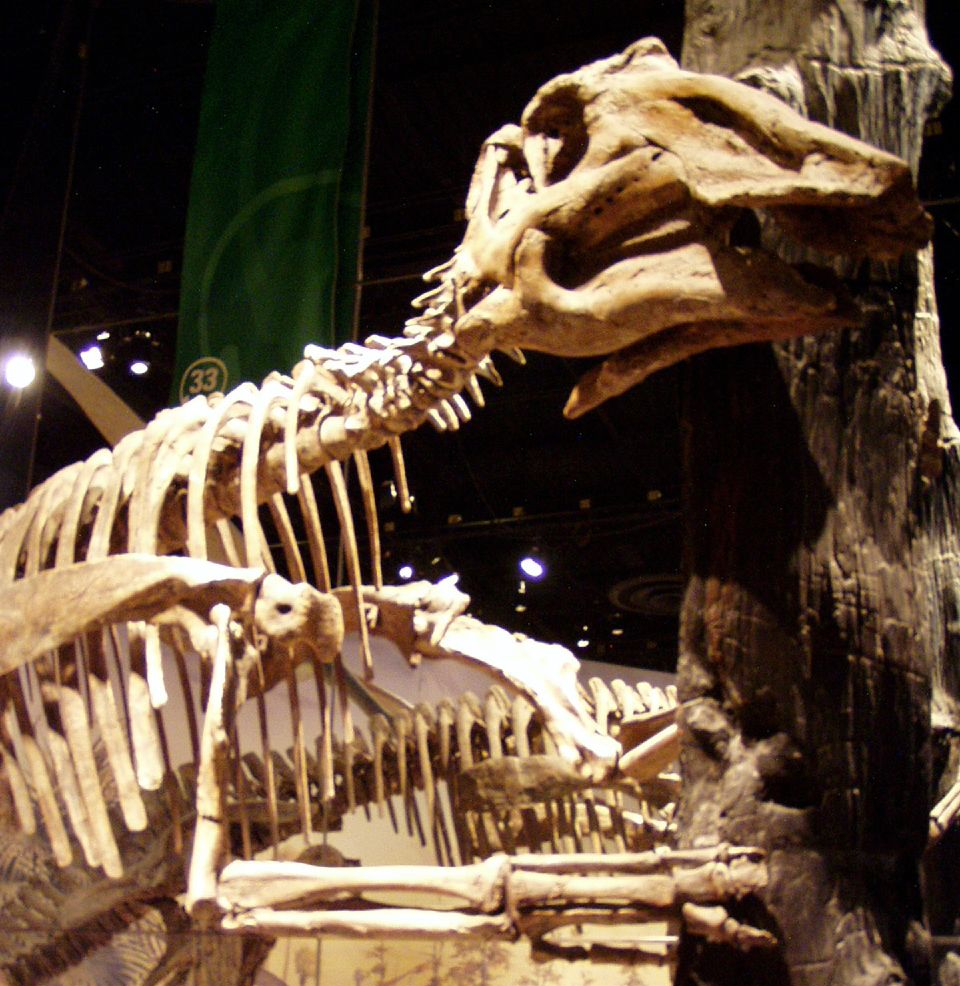
Prosaurolophus
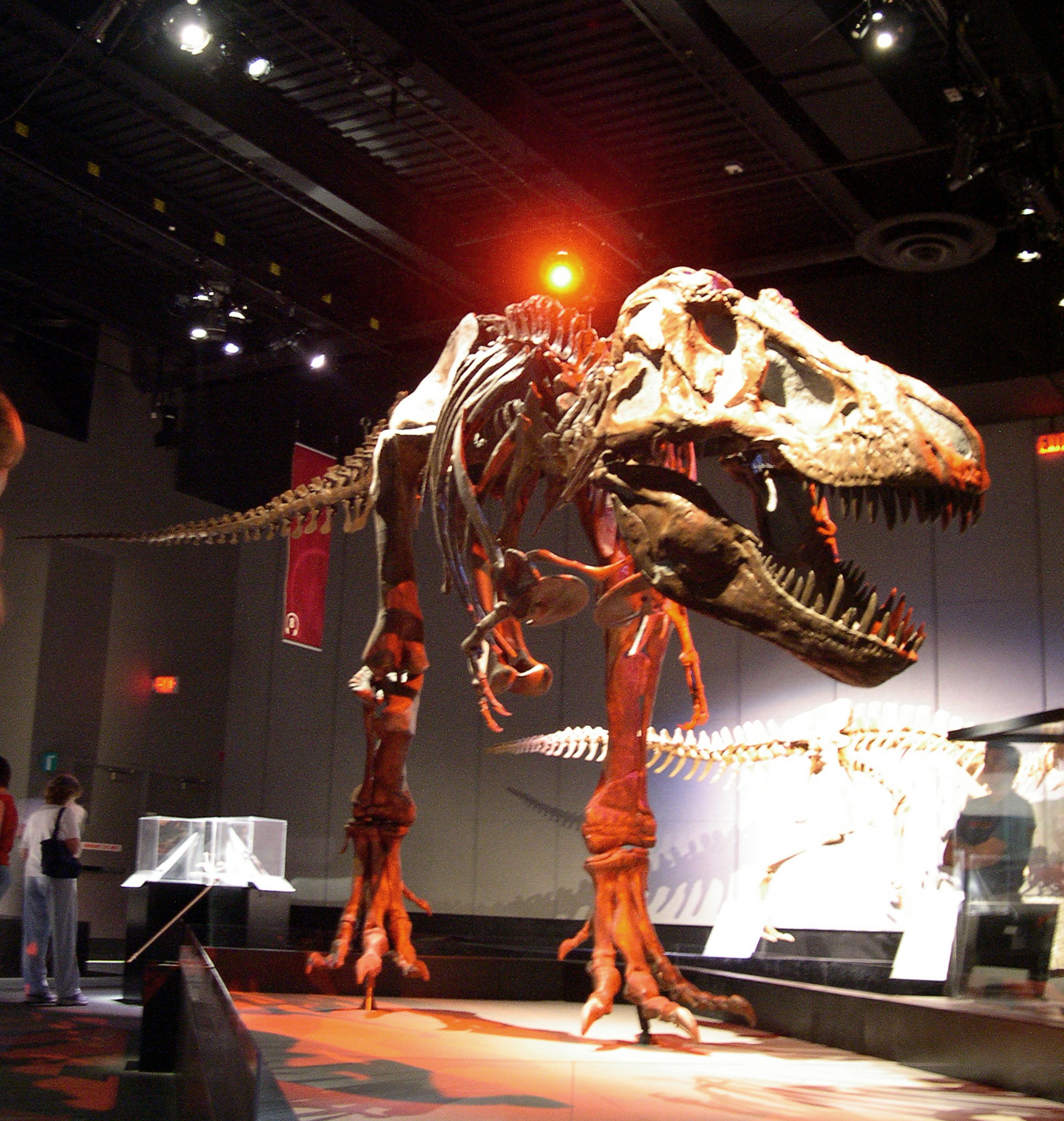
Tyrannosaurus
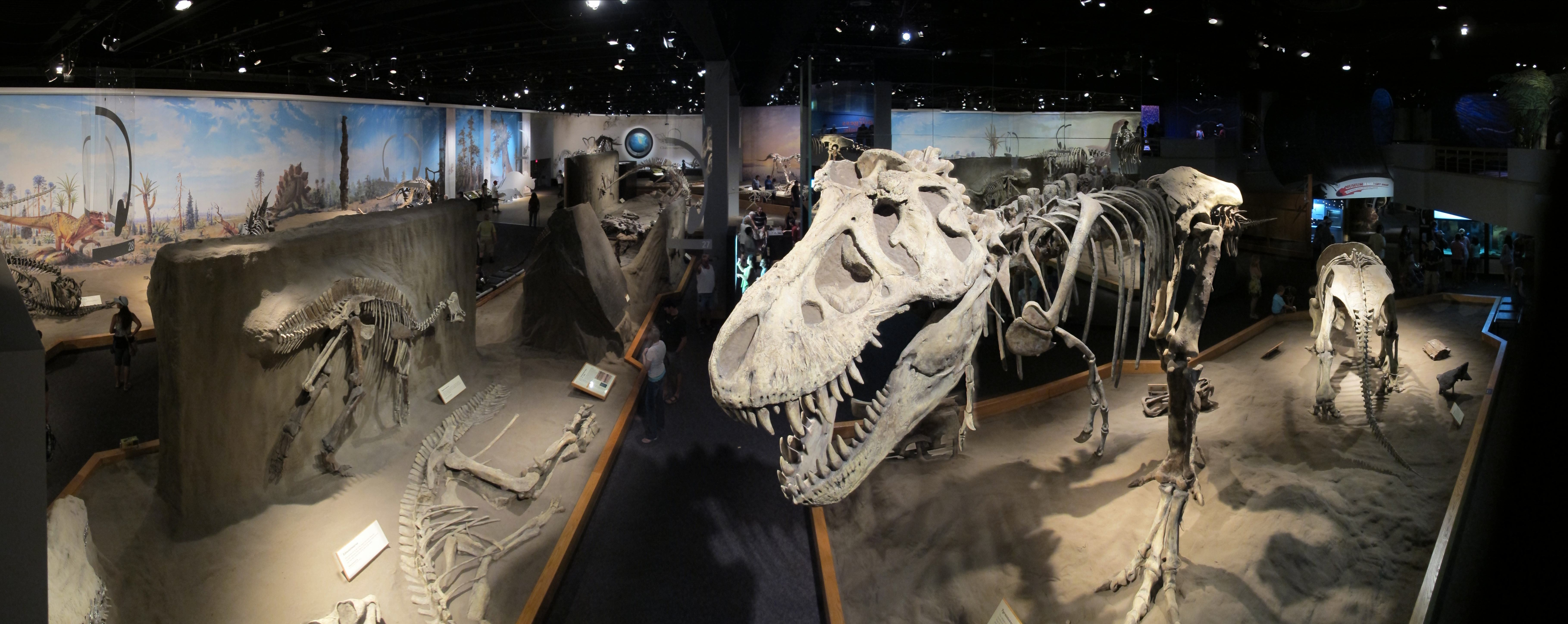
Visión del interior del museo
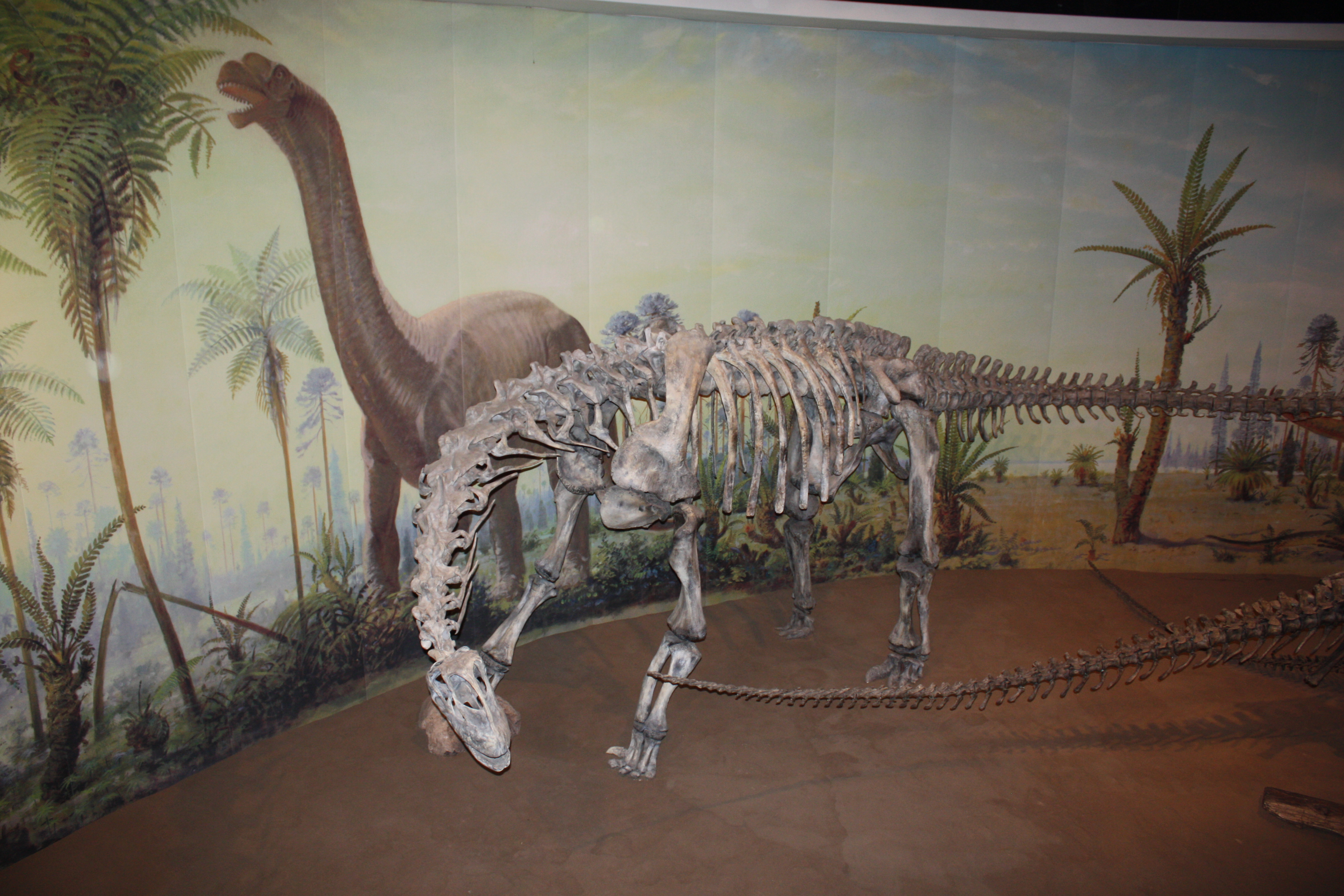
Camarasaurus